# 斯坦航空
斯坦航空（Aerostan）是一家以吉尔吉斯斯坦玛纳斯国际机场為基地的貨運航空公司，主要營運包機貨運航線。

## 歷史
斯坦航空成立於2004年，但其空運執照在2012年被暫停。在2020年下半年，斯坦航空添購新飛機以恢復營運，引入一架空中巴士A300B4-200F、兩架波音747-200F和把一架波音727-200Adv轉換成貨機，航空公司最終恢復了營運。

## 機隊
- 1架空中巴士A300B4-200F
- 1架波音727-200F
- 2架波音747-200F